# Col de Mya
Le col de Mya est un col de France situé dans le massif du Mont-Blanc, en Savoie, entre la tête Sud des Fours et la pointe de Mya, au-dessus du lac de Mya. Il est accessible par un sentier de randonnée depuis les Chapieux au sud, la Ville des Glaciers à l'est ou le secteur du col du Bonhomme via le col des Fours sur le sentier de grande randonnée Tour du Mont-Blanc au nord-ouest.